# Heinrich von Fahrensbach
Heinrich von Fahrensbach († um 1627) war Landrat in Estland.

## Leben
Heinrich von Fahrensbach stammte aus der deutsch-baltischen Familie Fahrensbach. Sein Vater war Heinrich von Fahrensbach zu Pedua, Newe und Waddemois.
Heinrich war 1586 Herr auf Pedua und bis 1620 auch Herr auf Waddemois. 1626 war er Mitglied einer Kommission, welche Gustav Adolf zur Untersuchung der Rechte der livländischen Edelleute auf ihre Güter eingesetzt hatte. 1616–1627 war Heinrich von Fahrensbach der erste in der Wiek gewählte Landrat in Estland. Bis dahin wurden die zwölf Landräte Estlands je anteilig zu sechst aus Harrien und Wierland gestellt. Heinrich war dreimal vermählt, zuerst mit einer von Taube, dann mit einer von Tiesenhausen, zuletzt mit Agneta von Hastfer.
Er hatte mindestens zwei Töchter, sowie einen Sohn Reinhold, welcher noch 1666 das Gut Pedua besaß, mit dem jedoch dann auch dieses Haus der Fahrenbachs nach ca. 200-jährigem Bestehen erlosch.
Ob er mit Heinrich (Winrich) von Fahrensbach, Ritter und Herr auf Walck, welcher mit Anna von Taube a.d.H. Maydel vermählt war und ebenfalls im ausgehenden 16. Jahrhundert lebte, gleichzusetzen ist, oder es sich bei diesem um einen Vetter handelt, bedarf der Klärung.